# Guidon

Středověký prapor království León

Guidon (anglicky; italsky guidone, francouzsky guida nebo oriflamme, španělsky guion) je typ heraldického praporu. Jde o obdélný praporec či standartu, jehož/jejíž vnější vlající část se nazývá plamen a může být rozdělena na dva nebo na tři cípy, méně často na čtyři až šest pásů. Pokud jsou okraje obšity šňůrou nebo paspulkou, nevlají. 
Termín se užívá vzácně, zpravidla jen v ustáleném spojení s konkrétním historickým praporem. Jeho synonyma jsou gonfanon, korouhev či standarta.

## Významné praporce
- Guidon španělského raně středověkého království León
- Standarta města Benátky a/nebo Benátské republiky může mít 2 cípy nebo 3-6 rovnoběžných pásků.
- Oriflamme je praporec francouzských králů, původně královského opatství Saint-Denis.
- Guidon ozbrojených sil Spojených států amerických je podle vojenské normy společným praporem baterie nebo oddílu o velikosti čety, nese označení jednotky a příslušnosti ke sboru. Základní guidon může být obdélný, nebo má trojúhelné cípy, známé jako vlaštovčí ocas.
- Některé státní vlajky (například Nepálu) mají rovněž formu guidonu.

## Heraldika
Heraldický prapor je jakýkoliv druh praporu, jenž obsahuje erb, heraldický znak či jakýkoli prvek používaný k osobní nebo institucionální identifikaci.
Předpisy určující přesnou specifikaci heraldických praporů se v jednotlivých zemích a historických obdobích liší.

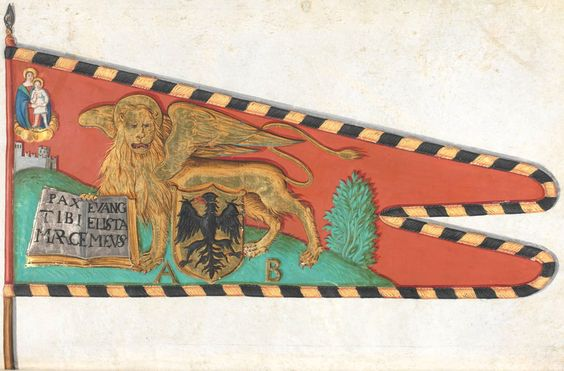
Historická standarta Benátské republiky
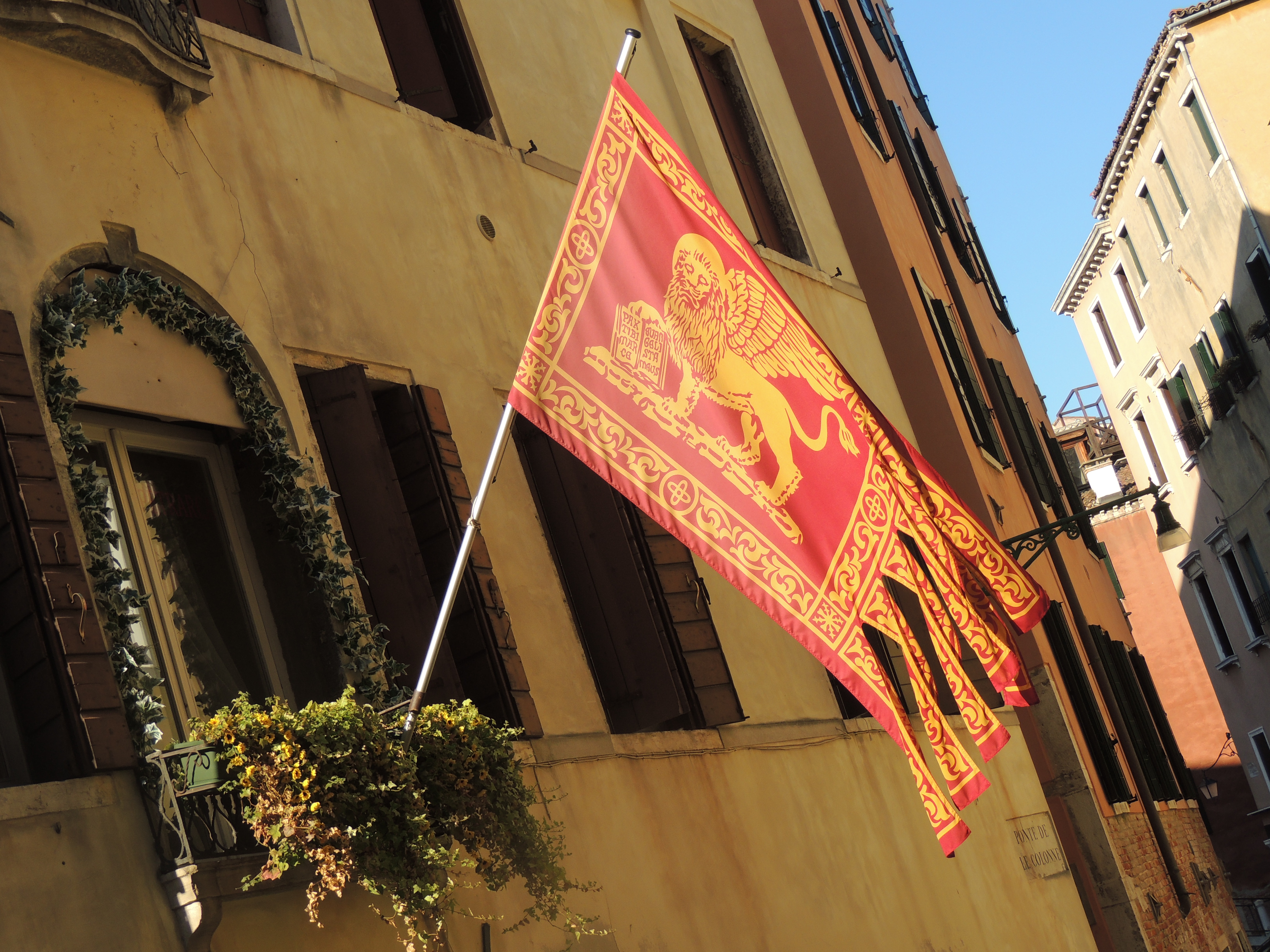
Současná standarta Benátek
Guidon 7. kavalerie Unie z roku 1876